# Rožni Vrh, Trebnje
Rožni Vrh je naselje v občini Trebnje.
Rožni Vrh je gručasto naselje na terasah zahodno od Trebnjega. Svet okoli vasi je valovit in rodoviten, proti jugu pa se spušča v dno Temeniške doline ob kateri so obsežni močvirnati travniki. Na jugu, vzhodu in zahodu so v pobočni legi njive, proti severu pa se razprostira gozd.